# 吐列毛杜镇
吐列毛杜镇是中华人民共和国内蒙古自治区兴安盟科尔沁右翼中旗下辖的一个镇。

## 行政区划
吐列毛杜镇下辖以下村级行政区划单位：
霍林郭勒社区、哲里木社区、乌兰哈达嘎查、台吉艾勒嘎查、和日木嘎查、吐列毛杜嘎查、巴仁巴彦乌兰嘎查、准巴彦乌兰嘎查、博根扎拉嘎嘎查、阿贵扎拉嘎嘎查、罕查干嘎查、海林嘎查、哈日哈达嘎查、元宝屯嘎查、坤都冷嘎查、铁特格嘎查、哈根阿木斯尔嘎查、赛罕化嘎查、兴安敖包嘎查、毛盖吐嘎查、地宫化嘎查和新艾勒嘎查。